# Тунгур
Тунгу́ — историческое государство, основанное в середине XIV века одноимённым народом неизвестного происхождения на плато Дарфур на территории современного Судана. 

## История
Столица государства располагалась в городе Маса, затем — в городе Ури, основанном царём Шоу, с которым связывают и период высочайшего рассвета государства. Шоу жил около 1500 года. Он родился язычником, но принял ислам, после чего распространил его в своей стране, построив первую в ней мечеть (в Ури) и введя использование арабского языка. В середине XVI века войска соседнего государства Борну оккупировали территорию Тунгу, превратив его в вассальное государство, но оставив его правителями потомков Шоу. Позднее на месте Турну было образовано новое государство Кейра, правители которого были связаны родственными узами с династией Шоу.

## Культура
Материальная культура Тунгу связана с соседними государствами — Египтом, Борну, а также племенами тубу. В стране было развито строительство укреплённых городов, стоявших на основных торговых путях. Главным городом была столица Ури. В городах было развито каменное домостроение — жилые дома имели обычно округлую форму, а дворцы — прямоугольную, часто с террасами. Основу экономики составляла торговля рабами. 